# Hale Park
Hale Park – osada w Anglii, w hrabstwie Hampshire, w dystrykcie New Forest. Leży 28 km na południowy zachód od miasta Winchester i 128 km na południowy zachód od Londynu.